# Tañabueyes
Tañabueyes (también llamada Tañabueyes de la Sierra) es una localidad de la provincia de Burgos (Castilla y León), España. Pertenece al municipio de Tinieblas de la Sierra.
La localidad está en la comarca de Sierra de la Demanda, con centro en Salas de los Infantes.

## Historia
No se tienen noticias de su fundación, si bien es sabido que el actual asentamiento humano aparece durante la consolidación del dominio cristiano del valle del Arlanzón. En el censo de 1591-1594 aparece como Tañibueys. En el siglo XVIII se la cita como Tañebueyes, integrada en la Jurisdicción de Salas de los Infantes.

## Población
- 21 habitantes (INE 2012).

## Arte
- Retablo de Santa Eulalia de Mérida,[2] que actualmente está instalado en la parroquia de San Martín de Porres, en Burgos (si bien inicialmente, tras su restauración, se instaló en el Museo del Retablo de Burgos).[3]
- Iglesia de Santa Eulalia.
- Ermita de Santa Marina.

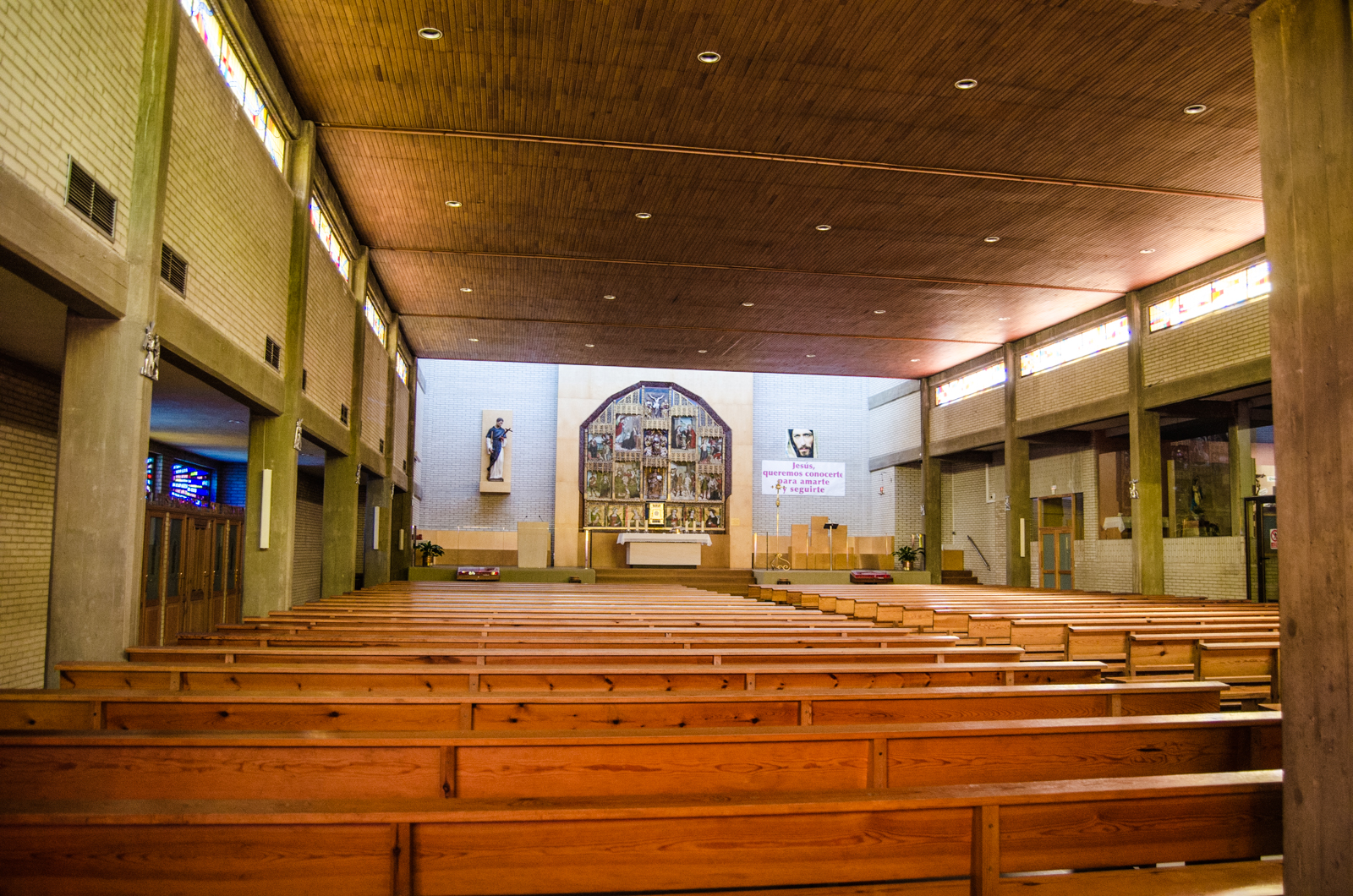
Iglesia de San Martín de Porres de Burgos; al fondo el retablo.
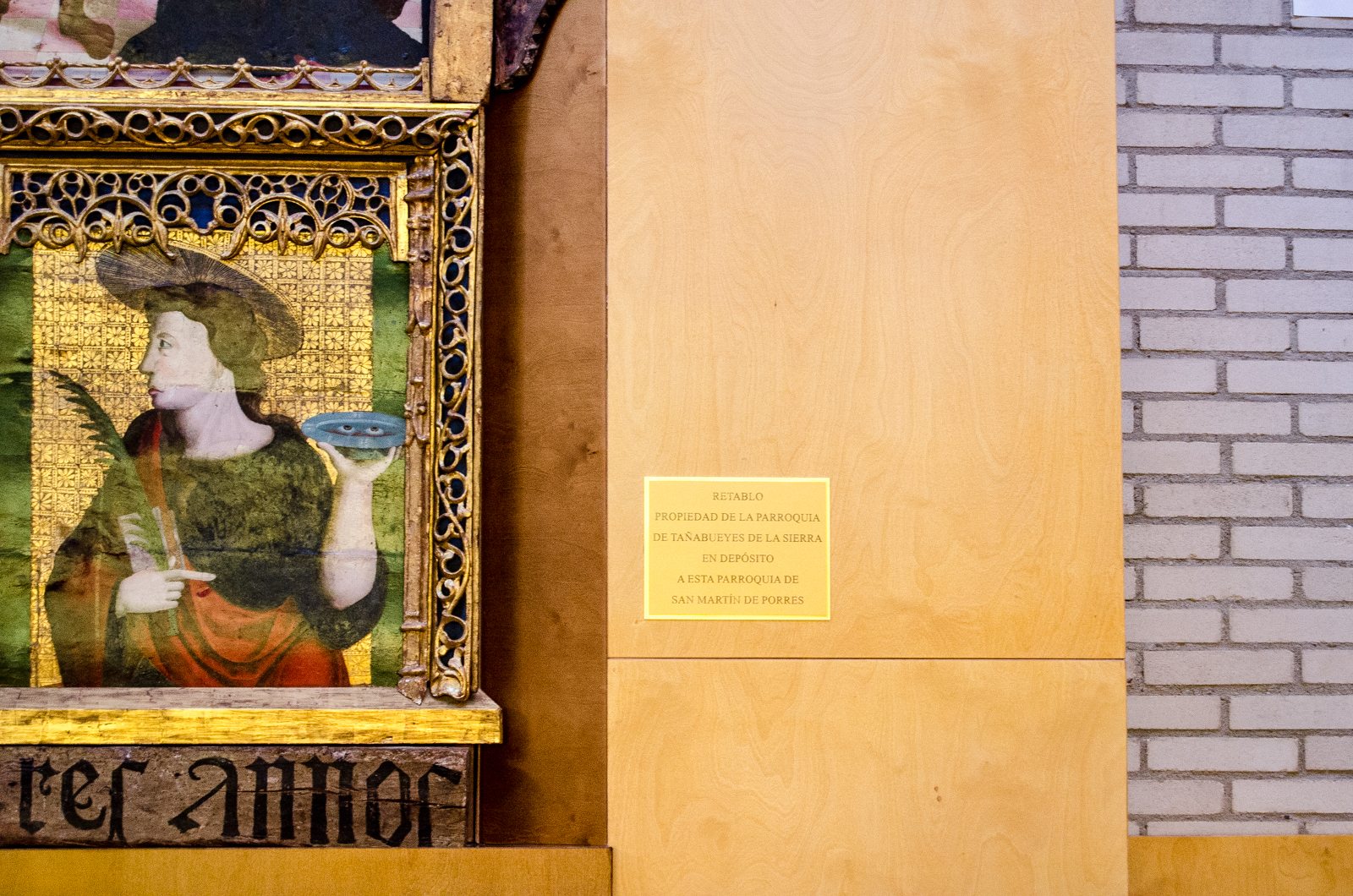
Detalle del retablo y placa, en la iglesia de San Martín de Porres de Burgos.
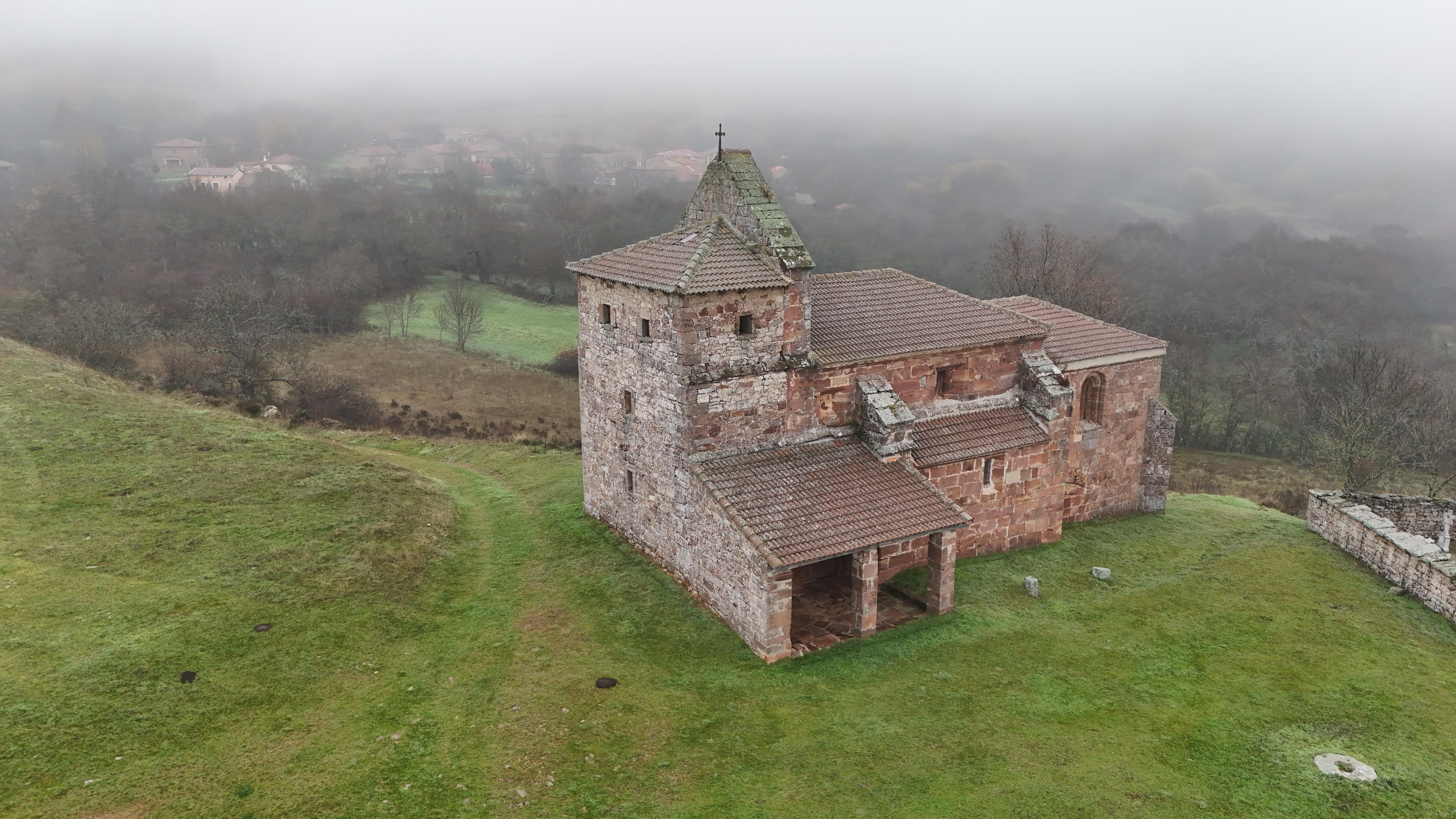
La Iglesia de Santa Eulalia con Tañabueyes al fondo.